# Калви, Майкл Джон
Майкл Джон Калви (англ. Michael John Calvey); (род. 3 октября 1967 года, Висконсин, США) — международный инвестор, основатель и управляющий партнёр фонда частных капиталовложений Baring Vostok Capital Partners, который специализируется на инвестициях в России и странах СНГ и с 1994 года по 2018 год инвестировал более $2,4 млрд в 70 проектов в сферах финансовых услуг и нефтегазовой отрасли, телекоммуникаций и медиа, в потребительском секторе. Арест Калви и его коллег в феврале 2019 года вызвал значительный резонанс в деловых кругах и негативную реакцию в западной прессе.

## Биография
Родился 3 октября 1967 года в Висконсине. Учился в Университете Оклахомы, который окончил в 1988 году, получив диплом бакалавра бизнеса. В 1995 году он окончил Лондонскую школу экономики, в которой получил степень магистра финансов.
До 1994 года проживал в Лондоне и Нью-Йорке, работал в инвестиционной компании Salomon Brothers и Европейском банке реконструкции и развития (ЕБРР).
В 1994 году выступил одним из управляющих «Первого регионального фонда Независимых Государств» (First NIS Regional Fund) и фонда Baring Vostok Private Equity. Возглавляет инвестиционные комитеты всех трех фондов, находящихся под управлением Baring Vostok.
В 2011 году Калви стал членом совета директоров «Восточного экспресс банка» (ПАО КБ «Восточный»), крупнейшего регионального банка Дальнего Востока. В 2013—2014 годах и с января 2019 года — председатель совета директоров банка.
23 июня 2020 года во время рассмотрения жалобы на продление домашнего ареста выяснилось, что у Майкла Калви обнаружено онкологическое заболевание. По словам самого Калви, у него злокачественная опухоль бедра.

### Baring Vostok Capital Partners
Компания работает с 1994 года и занимается прямыми инвестициями в проекты из России и других стран бывшего СССР: в частности, Baring Vostok инвестировала в Avito, «1C», Skyeng, Gett, «Вкусвилл», Busfor, сеть поликлиник «Семейный доктор», «Тинькофф банк», оператора наружной рекламы Gallery, онлайн-кинотеатр ivi и другие проекты. Основной принцип фонда — работать только с частными компаниями на прозрачных рынках. Baring Vostok никогда не инвестировал в компании, связанные с государственным сектором.

### Корпоративный спор и уголовное преследование
В феврале 2019 года миноритарный акционер банка «Восточный» Шерзод Юсупов обвинил Майкла Калви в мошеннических действиях в управлении банком «Восточный», в котором Baring Vostok владел контрольным пакетом. Обвинения также предъявили ещё пяти людям, трое из которых являлись сотрудниками Baring Vostok. Они касались сделки между Первым коллекторским бюро (подконтрольным Baring Vostok) и банком «Восточный». 15 февраля Калви задержали в Москве.
Дело возбудили по части 4 статьи 159 УК (мошенничество, совершённое организованной группой либо в особо крупном размере или повлёкшее лишение права гражданина на жилое помещение). В декабре 2019 года Следственный комитет Российской Федерации изменил квалификацию инкриминируемого обвиняемым преступления с особо крупного мошенничества, посчитав, что в их действиях не было обмана, и предъявил обвинение в особо крупной растрате (часть 4 статьи 160 УК РФ).
10 апреля 2019 года Следственный комитет Российской Федерации направил в Басманный суд Москвы ходатайство об изменении меры пресечения для Калви на домашний арест. 11 апреля судья Юлия Сафина из Басманного суда перевела Калви из СИЗО под домашний арест.
24 мая 2019 года Комиссия по этике РСПП постановила, что у Юсупова была личная заинтересованность в нахождении под стражей Майкла Калви и его партнеров и развитии их уголовного дела. Юсупову рекомендовали отозвать свое заявление в Следственный комитет Российской Федерации. Юсупов заявил, что считает действия комиссии порочащими его деловую репутацию и может обратиться в суд.
В ноябре 2020 года суд освободил из-под домашних арестов основателя фонда Baring Vostok Майкла Калви и его предполагаемых сообщников, но сохранился ряд ограничений. Обвиняемым, как и раньше, запрещено использовать средства связи, интернет и почту, общаться друг с другом, с представителями КБ «Восточный» и посторонними лицами, необходимо находиться дома с восьми вечера и до шести утра.
25 декабря 2020 года Мещанский суд Москвы продлил меру пресечения в виде запрета определённых действий Калви и другим фигурантам дела до 4 июня 2021 года.
Следствие по делу длилось почти два года. 2 февраля 2021 года Мещанский суд Москвы приступил к рассмотрению по существу дела Baring Vostok.
Калви свою вину не признал. В начале следствия, он утверждал, что конфликт связан с корпоративным спором вокруг колл-опциона на 9,9 % акций банка «Восточный», в реализации которого компания Evison (подконтрольная Baring Vostok) отказала Finvision. Однако позднее стороны конфликта опровергли эту информацию и публично заявили о том, что корпоративный спор и уголовное дело не связанные между собой процессы. В мае 2019 года Арбитражный суд Амурской области обязал Evison исполнить опцион по продаже 9,9 % акций «Восточного», после чего Baring Vostok выполнил данные требования.
Позднее бизнесмен уточнил позицию, согласно которой выданные Первому коллекторскому бюро «Восточным» кредиты были использованы для погашения обязательств банка перед кипрской компанией BrokerCreditService на 2,5 млрд рублей, обеспеченных евробондами на 5 млрд рублей.
Также Калви настаивает на том, что переданные Первым коллекторским бюро в счет погашения кредитов «Восточному» акции люксембургской компании International Financial Technology Group (IFTG) стоили, по разным оценкам, намного больше, чем сумма долговых обязательств коллектора.
В 2020 году участники корпоративного конфликта вокруг «Восточного» — МК «Финвижн Холдингс» Артема Аветисяна и Evison Holdings, подконтрольная Baring Vostok, подписали мировое соглашение. Кроме того, мировое соглашение подписали Первое коллекторское бюро и сам банк, по которому «Восточный» получил 2,5 млрд рублей — сумму вмененного Калви и его коллегам ущерба — и отказался от гражданского иска, заявленного к бизнесмену и другим фигурантам его дела в рамках расследования Следственный комитет Российской Федерации.
В августе 2021 года Мещанский суд города Москвы приговорил Майкла Калви к 5,5 годам лишения свободы условно с обязательством отмечаться в Федеральной службе исполнения наказаний за растрату 2,5 млрд рублей банка Восточный. Осуждённые в рамках этого же дела коллеги Майкла Калви получили, в свою очередь, от 3,5 до 5 лет условно. В том же месяце банкир и его коллеги подали апелляции на данное решение суда с перспективой их дополнения.
Потерпевший по делу — акционер «Восточного» Шерзод Юсупов, — по словам его адвоката, счел приговор подтверждением правильности его позиции.
Майкл Калви и другой фигурант дела — операционный партнер Baring Vostok, гражданин Франции Филипп Дельпаль, оспорили вынесенный им приговор, попросили Мосгорсуд отменить его и оправдать их. В январе 2022 года суд отменил наказание для Майкла Калви, после чего он покинул Россию.
В начале 2024 года кассационный суд сообщил о признании Майклом Калви вины в растрате 2,5 млрд рублей.

### Plata
После ухода из России Калви стал одним из инвесторов мексиканского финтех-стартапа Plata, основанного в 2023 году бывшими сотрудниками российского «Тинькофф банка». Семья Калви совместно с семьёй Олега Тинькова и топ-менеджерами компании инвестировали в проект около 300 миллионов долларов США. В марте 2025 года компания привлекла 160 миллионов долларов США инвестиций и стала «единорогом» с оценкой в 1,5 миллиарда долларов.

## Оценки
Глава Российского фонда прямых инвестиций Кирилл Дмитриев в кулуарах Мюнхенской конференции по безопасности заявил журналистам, что Майкл Калви и вся команда Baring Vostok — высокопрофессиональные инвесторы, приверженные высоким принятым в инвестиционной среде этическим стандартам.
Глава Сбербанка Герман Греф: «Я давно знаю Майкла Калви как порядочного и честного человека, много сделавшего для привлечения инвестиций в страну, для развития экономики и высокотехнологичных компаний, таких как „Яндекс“, „Озон“, „Тинькофф“ и другие».
Основатель «Тинькофф банка» Олег Тиньков: «Я знаком с Майклом Калви свыше 20 лет. Я не встретил более профессионального и честного инвестора в Россию. Baring — это самая успешная и высокопрофессиональная команда на рынке private equity у нас. Майкл искренне любит Россию и всегда ее защищает за пределами, борясь с мифами и стереотипами о моей стране».
Социальный предприниматель и филантроп Рубен Варданян: «Я знаю Майкла 30 лет. Он привлек миллиарды долларов в российскую экономику и имеет серьезную деловую репутацию, у него одна из лучших мировых инвестиционных компаний. Необходимо просчитывать последствия для рынка от таких действий и оценивать риски, которые дают такие сигналы инвесторам».